# Armens (peuple)
Pour les articles homonymes, voir Armens.
Ne doit pas être confondu avec Aroumains.
Les Armens (en arménien : Արմեններ, Առամեններ) étaient une tribu arménienne antique. Avec les tribus Hayasa-Azzi auxquelles ils se seraient unis, ils auraient constitué l'une des origines de l'Arménie.